# Mervin E. Muller
Mervin Edgar Muller (* 1. Juni 1928 in Hollywood, Kalifornien; † 3. Dezember 2018 in Columbus, Ohio) war ein US-amerikanischer Informatiker und Statistiker.
Muller, ungarischer Abstammung, wurde am 1. Juni 1928 in Hollywood, Los Angeles, als einer von vier Söhnen der Eltern Emanuel und Bertha Muller geboren. Er erwarb einen Bachelor- und einen Abschluss in Mathematik von der University of California, Los Angeles. Muller arbeitete für IBM in New York und später fünfzehn Jahre lang bei der Weltbank in Washington, D. C. Er lehrte an der UCLA, der Cornell University, der Princeton University, der George Mason University und der University of Wisconsin–Madison, bevor er an die Fakultät der Ohio State University wechselte, wo er sich als Robert Critchfield Professor of Engineering zurückzog. Er wurde 1975 zum Fellow der American Statistical Association gewählt und war von 1977 bis 1979 Gründungspräsident der International Association for Statistical Computing. Er starb am 3. Dezember 2018 im Alter von 90 Jahren in Columbus, Ohio.